# Hulda Garborg
Hulda Garborg (Bergersen de família, nasceu a 22 de Fevereiro de 1862 – faleceu a 5 de Novembro de 1934) foi uma escritora, romancista, dramaturga, poetisa, dançarina de Dança folclórica e encenadora de teatro norueguesa. Foi casada com Arne Garborg e é atualmente talvez mais conhecida pelo avivar do interesse na tradição bunad.

## Vida pessoal
Karen Hulda Bergersen nasceu na quinta Såstad em Stange, Hedmark, filha do advogado Christian Frederik Bergersen (1829 – 1873) e de Marie Petrino Olsen (1835-1888). Tinha duas irmãs mais velhas, Martha e Sophie. Os pais divorciaram-se quando tinha dois anos de idade, e Hulda foi com a mãe para Hamar. A família mudou-se para Kristiania, quando Hulda tinha doze anos de idade, e aos dezessete anos ela começou a trabalhar numa loja, ajudando a alimentar a família. Neste período, ela era uma pessoa fulcral entre a juventude radical em Kristiania. Em 1887 casou-se com o escritor Arne Garborg.

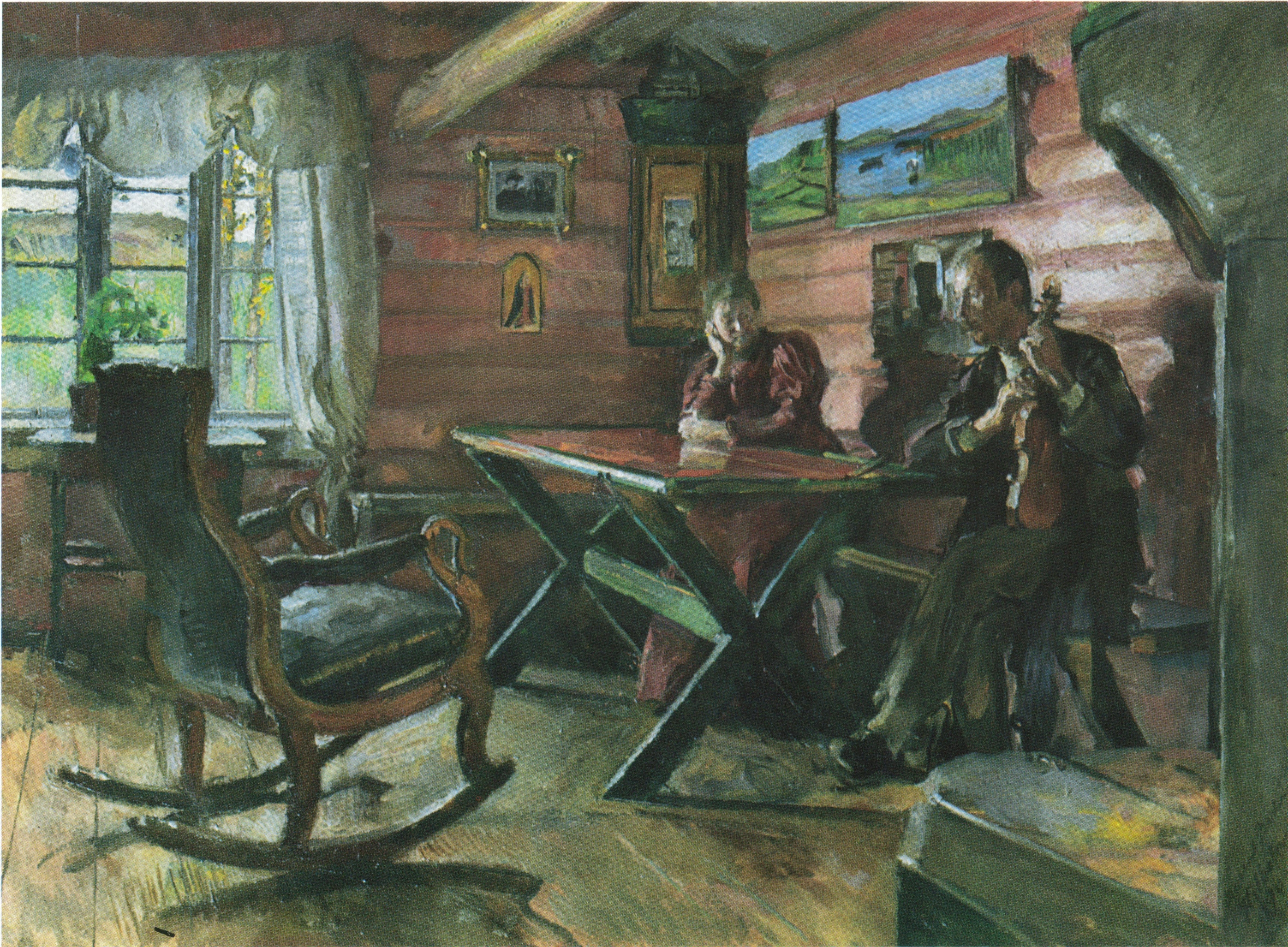
Hulda e Arne Garborg na sua cabana em Kolbotn, pintura de Harriet Backer de 1896.

O casal mudou-se para Tynset em Østerdalen, onde viveram durante nove anos numa pequena cabana na pequena quinta "Kolbotnen", perto do lago Savalen. Hulda deu à luz um filho, Arne, também chamado de Tuften, em 1888. Durante o período em Kolbotn, a família visitou muitas vezes Kristiania, ficaram longos períodos na Alemanha, perto do lago Ammersee, em Fürstenfeldbruck e em Berlim e também viveram um inverno em Paris. Em 1896 deixaram Tynset e mudaram-se para Stokke. Em 1897, mudaram-se para Labraaten em Hvalstad, que se tornou o seu lar no resto de suas vidas. Arne Garborg construiu mais tarde uma residência de verão, Knudaheio, em Time. Arne e Hulda foram ambos sepultados em Knudaheio.

## Trabalho cultural
Hulda Garborg foi pioneira em áreas como teatro e dança folclórica, culinária, tradição bunad e direitos da mulher.
Publicou artigos sobre culinária tradicional no jornal Den 17de Mai em língua Nynorsk, tendo estes artigos sido publicados mais tarde no livro Heimestell (1899).
Escreveu a peça Mødre (1895, encenada no Christiania Theatre) e as comédias Rationelt Fjøsstell (1896, encenada no Christiania Theatre e em Bergen), Hos Lindelands (1899) e Noahs Ark (1899), e os dramas Sovande sorg (1900), Liti Kersti (1903), Edderkoppen (1904, anonimamente; encenada no Nationaltheatret), Sigmund Bresteson (1908), Under Bodhitræet (1911) e Den store Freden (1919; edtada nos EUA como Hiawatha's Vision, 1927).  Fundou o Det norske spellaget em 1899, com a primeira apresentação no Eldorado Teater, e foi co-fundadora do Det Norske Teatret. Editou o livro de música Norske folkevisor em 1903, e lançou o livro Song-Dansen i Nord-Landi, também em 1903, e Norske dansevisur (1913). Escreveu o livro Norsk klædebunad (1903), sobre a tradição bunad.
Participou nos debates contemporâneos tanto como oradora como escrevendo artigos. Ela escreveu uma série de artigos em revistas e jornais, tais como Syn og Segn, Edda, Samtiden, Den 17de Mai, Dagbladet and Verdens Gang. Os livros Kvinden skabt af Manden (Mulher criada pelo homem, 1904) e Fru Evas Dagbog (1905) foram contributos para o debate sobre os direitos das mulheres.
O seu primeiro romance, Et frit forhold, foi publicado sob pseudónimo em 1892. O seu romance Eli (1912) foi traduzido para alemão em 1915, e em sueco em 1916. Os outros romances que escreveu foram Mot Solen (1915), Gaaden. Efter Præstedatteren Else Marie Lindes Optegnelser (1916), Mens dansen gaar (1920), I huldreskog (1922), Naar heggen blomstrer (1923), Grågubben (1925), Trollheimen (1927), Helenes historie (1929) and Hildring (1931). Publicou as colectâneas de poesia Kornmoe (1930) e Symra (1934).
Ela editou os diários do seu marido Arne Garborg após a morte dele. Peças selecionadas dos diários dela foram publicadas em 1962 como Dagbok 1903–1914.
Hulda Garborg também participou na política representando o Partido da Esquerda Liberal no conselho municipal em Asker. Foi titulada de cavaleiro de primeira classe da Ordem de Santo Olavo em 1932.